# Sardinella gibbosa
Sardinella gibbosa är en fiskart som först beskrevs av Bleeker, 1849.  Sardinella gibbosa ingår i släktet Sardinella och familjen sillfiskar. Inga underarter finns listade i Catalogue of Life.